# Radioactive (пісня Imagine Dragons)
Radioactive — пісня американського рок-гурту Imagine Dragons, вперше представлена 2 квітня 2012. Пісня отримала премію Греммі в категорії «Найкраще рок виконання». Журнал Rolling Stone назвав сингл «Radioactive» найкращим рок-хітом року.

## Історія
Пісня була записана рок-гуртом Imagine Dragons. Вона вперше з'явилася 2 квітня 2012 року. Radioactive дебютувала в хіт-параді Billboard Hot 100 після релізу альбому «Night Visions» і довгий час знаходилася в нижній частині чарту. Тільки в квітні 2013 пісня потрапила на 7 місце (і пізніше 3). Пісня стала третьою піснею 2013 в Америці. Пісня 23 тижні (рекордний показник) була № 1 в чарті Hot Rock Songs. Також був поставлений абсолютний рекорд по перебуванню в американському чарті Billboard Hot 100 — 87 тижнів.

## Успішність
| Чарти                                     | Позиція |
| ----------------------------------------- | ------- |
| Австралія (ARIA)                          | 6       |
| Австрія (Ö3 Austria Top 75)               | 4       |
| Бельгія (Ultratip Flanders)               | 11      |
| Бельгія (Ultratip Wallonia)               | 15      |
| Канада (Canadian Hot 100)                 | 5       |
| Canada (Alternative Rock)                 | 2       |
| Чехія (IFPI)                              | 11      |
| Данія (Tracklisten)                       | 6       |
| Франція (SNEP)                            | 28      |
| Ірландія (IRMA)                           | 16      |
| Італія (FIMI)                             | 11      |
| Japan (Japan Hot 100)                     | 77      |
| Luxembourg Digital Songs (Billboard)      | 3       |
| Нідерланди (Mega Single Top 100)          | 42      |
| Нова Зеландія (RIANZ)                     | 4       |
| Norway (VG-lista)                         | 2       |
| Шотландія (Official Charts Company)       | 13      |
| Іспанія (PROMUSICAE)                      | 22      |
| Швеція (Sverigetopplistan)                | 1       |
| Швейцарія (Media Control AG)              | 5       |
| Велика Британія (Official Charts Company) | 12      |
| США (Billboard Hot 100)                   | 3       |
| США (Alternative Songs) (Billboard)       | 1       |
| США (Adult Contemporary) (Billboard)      | 20      |
| США (Adult Top 40) (Billboard)            | 2       |
| США (Mainstream Top 40) (Billboard)       | 2       |